# مارجوري ويفر
مارجوري ويفر (بالإنجليزية: Marjorie Weaver)‏ هي ممثلة أمريكية، ولدت في 2 مارس 1913 في كروسفيل في الولايات المتحدة، وتوفيت في 1 أكتوبر 1994 في أوستن في الولايات المتحدة بسبب نوبة قلبية.

## وصلات خارجية
- مارجوري ويفر على موقع IMDb (الإنجليزية)
- مارجوري ويفر على موقع أول موفي (الإنجليزية)
- مارجوري ويفر على موقع قاعدة بيانات الفيلم (الإنجليزية)